# Троада (Епир)
Вижте пояснителната страница за други личности с името Троада.
Троас или Троада (на старогръцки: Τρωάδα, Troas) е принцеса и царица на молосите в Античен Епир от династията на Еакидите (Aiakiden) или Пиридите през 4 век пр.н.е. Нейната сестра, Олимпия, е майка на Александър Велики.
Троас е голямата дъщеря на цар Неоптолем I от Епир, сестра на Александър I от Епир и Олимпия. След смъртта на Неоптолем I ок. 360 пр.н.е. царството е управлявано само от Ариб, който става опекун на по-малките му деца Александър и Олимпия.
Тя се омъжва за чичо си цар Ариб и има два сина, Алкет II и Еакид, който е баща на Пир. След смъртта на Неоптолем I ок. 360 пр.н.е. царството е управлявано само от Ариб, който става опекун на малките му деца.